# Confédération des syndicats turcs
La Türkiye Işçi Sendikalari Konfederasyonu (TÜRK-İŞ - Confédération des syndicats turcs) est une confédération syndicale turque affiliée à la Confédération syndicale internationale et à la Confédération européenne des syndicats.